# Nærum
Nærum är en förort, med 5 378 invånare (2017), norr om Köpenhamn, i Rudersdal kommun. I Nærum finns ovala koloniträdgårdar från 1948, kulturskyddade 1991. Nærum är slutstation för Nærumbanen med lokaltåg från Jægersborg och Kongens Lyngby (stationen Lyngby Lokal).

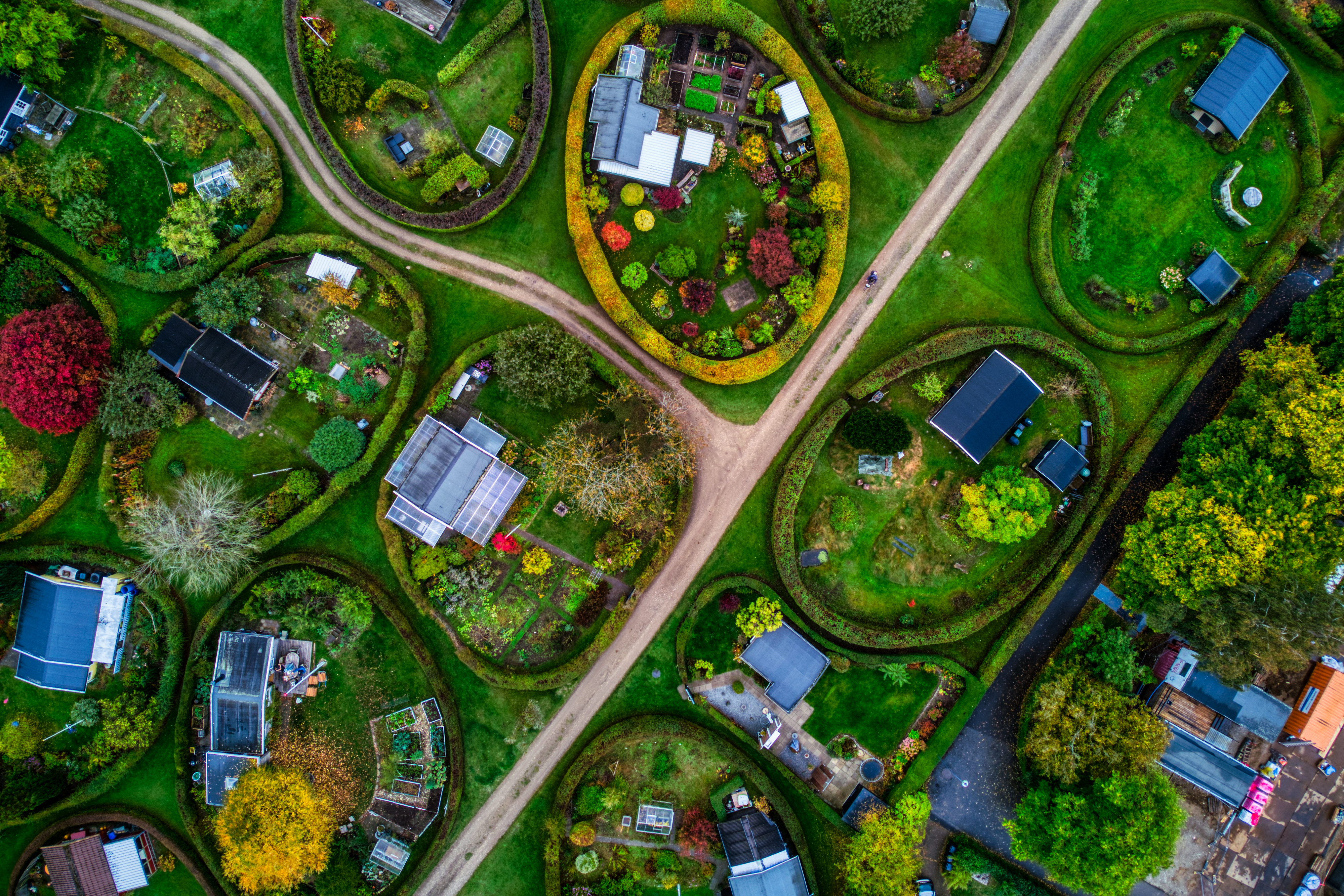
Nærum är känt för sina ovala kolonilotter ritade av Carl Theodor Sørensen 1948.